# Zákony učení
Zákony učení popisují postupy, které je nutné dodržovat pro důkladné osvojení učební látky.
Nejznámější popis těchto zákonů pochází z přelomu 19. a 20. století formulovaný Edwardem Lee Thorndikem (zákon účinku, cviku a pohotovosti). Ve druhé polovině 20. století, je Ladislav Ďurič přeformuloval a rozšířil. Oba tak popsali proces učení, formulovaný do zákonů učení.

## Zákony učení podle Ladislava Ďuriče
Ladislav Ďurič formuloval čtyři zákony učení: zákon motivace, zákon transferu, zákon opakování a zákon zpětné informace.

### Zákon motivace
Zákon motivace popisuje jak a co nás může k učení se podněcovat. Na motivaci působí i různí činitelé. Může to být například novost situace, předmětu, či činnosti, ve které se žák ocitá poprvé, předchozí úspěch nebo neúspěch, pozitivní nebo negativní sociální hodnocení, odměna či trest a činnost vykonávaná ve skupině.  

#### Klasifikace motivace

##### Podle charakteru motivace
- Při pozitivní motivaci jsme poháněni touhou po vědomostech, snahou na někoho zapůsobit či touhou po odměně.[4] Například pokud chceme na někoho zapůsobit, bude nás pohánět touha ukázat mu, co umíme.
- Negativní motivace působí opačně jako ta pozitivní. Strach z trestu nebo z neúspěchu, špatné vztahy k předmětu nebo vyučujícímu učiteli mohou zapříčinit nezájem o učení, a dokonce jej mohou i zkomplikovat. Například pokud má žák špatný vztah k učiteli daného předmětu, netěší se do jeho hodin a nechce se mu učit.

##### Podle stádia motivace
- Počáteční motivace se projevuje před začátkem činnosti.[2] Tento druh motivace povzbudí aktivitu a pomůže nasměřovat k cíli. Například před soutěží, kdy chceme před ostatními předvést, co umíme. Jsme natěšení z vidiny výhry, proto se co nejvíce koncentrujeme.
- Průběžná motivace se snaží udržet aktivitu na stávající úrovni.[2] Během učení dochází ke kolísání motivace, proto je cílem tohoto druhu motivace udržet koncentraci na takové úrovni, abychom dosáhli cíle a aktivitu jsme před koncem nevzdali. Například povzbuzování se při učení. Častou praktikou je povzbuzování se, že máme již většinu učební látky za sebou.
- K výsledné motivaci dochází až po ukončení aktivity, pokud je výsledek pozitivní.[2] Pokud je výsledek negativní, může dojít k otupení smyslů. Například po soutěži. Když se nám podaří zvítězit, jsme nabuzení energií a máme pocit, že všechno dokážeme.

##### Podle zdroje motivace
- Vnitřní motivace se chápe jako stav, při kterém se žák učí pro vlastní potěšení.[2] Vnitřně motivovaný žák se na učení těší, protože jej získávání nových informací uspokojuje.  Například aby měl žák lepší výsledky nebo aby někoho překonal.
- Vnější motivace je pohánění k výkonu či učení se, kvůli svému okolí.[5] Tento druh motivace má pro žáka nižší hodnotu, proto se někteří žáci díky tomuto druhu motivace schylují k opisování či podvádění. Například pro rodinu, kamarády nebo učitele. Pokud na aktivitě, kterou vykonáváme záleží někomu nám blízkému, budeme se snažit uspět, abychom jej nezklamali. Avšak v některých případech se pro úspěch nebojí žáci riskovat opisováním či jiným podvodem.

### Zákon transferu
Zákon transferu spočívá v navazování nových poznatků na předchozí zkušenosti (dosavadní poznatky, emoční zážitky). Transfer je přenos při učení. Při učení nezískáváme pouze nové informace, ale aktivujeme poznatky, které jsme již dříve pochytili, nebo emoce, které jsme již dříve prožili. Situace, při kterých dochází k aktivizaci těchto přenosů nazýváme pozitivní transfer, negativní transfer, specifický transfer a nespecifický transfer.
- K pozitivnímu transferu dochází tehdy, když nové poznatky vychází z těch poznatků, které jsme pochytili dříve.[6] Takto se prohlubuje naše současné vědění o problematice. Například, pokud jsme již slyšeli o městě Jeruzalém, při učení se hlavních měst zemí světa, se nám bude snáze pamatovat, že se Jeruzalém nachází v Izraeli.

- K negativnímu transferu dochází tehdy, když naše současné poznatky či emoce komplikují zapamatování poznatků nových. Například při nedostatečném osvojení učební látky, učivo, které na ni navazuje nebude dávat smysl, proto se k předchozímu učivu musíme vrátit.

- Specifickým transferem nazýváme užití dosavadních informací v podobné situaci, se kterou jsme se již setkali.[6] Zdůrazňují se tak identické prvky obou učebních materiálů. Například pokud jsme se naučili jezdit na skateboardu, bude pro nás snazší naučit se jezdit na snowboardu.

- Nespecifickým či všeobecným transferem se obecně nazývá osvojování nového učiva. Tedy nové informace využijeme v nových situacích.[2]

### Zákon opakování
Opakováním dochází k osvojování informace a je důležité pro všechny druhy učení. Při opakování by žáci měli: respektovat obtížnost učiva, rozčlenit si učivo na menší celky, dodržovat přestávky, rozvrhnout si učivo v čase a opakovat systematicky. Vhodnými metodami jsou odříkávání učiva vlastními slovy, srovnání původních informací s informacemi novými nebo užití mnemotechnických pomůcek.

### Zákon zpětné informace
Zákon zpětné informace souvisí s reflexí získaného učiva, která může být realizována buď žákem samotným, nebo jeho okolím (spolužáky, učitelem, rodiči). Díky reflexi, tedy zpětné vazbě, žák zjistí, zda postupuje při učení správě, zda se naučil to, co po něm bylo vyžadováno a zda si informaci osvojil dostatečně pro její další využití.